# Disa sagittalis
Espèce
Statut CITES
Disa sagittalis est une espèce de la famille des Orchidaceae. Elle est présente
en Afrique du Sud du sud et du sud-est de la Province du Cap au sud du KwaZulu-Natal, C’est un géophyte tubéreux qui pousse principalement dans le biome subtropical.

## Description

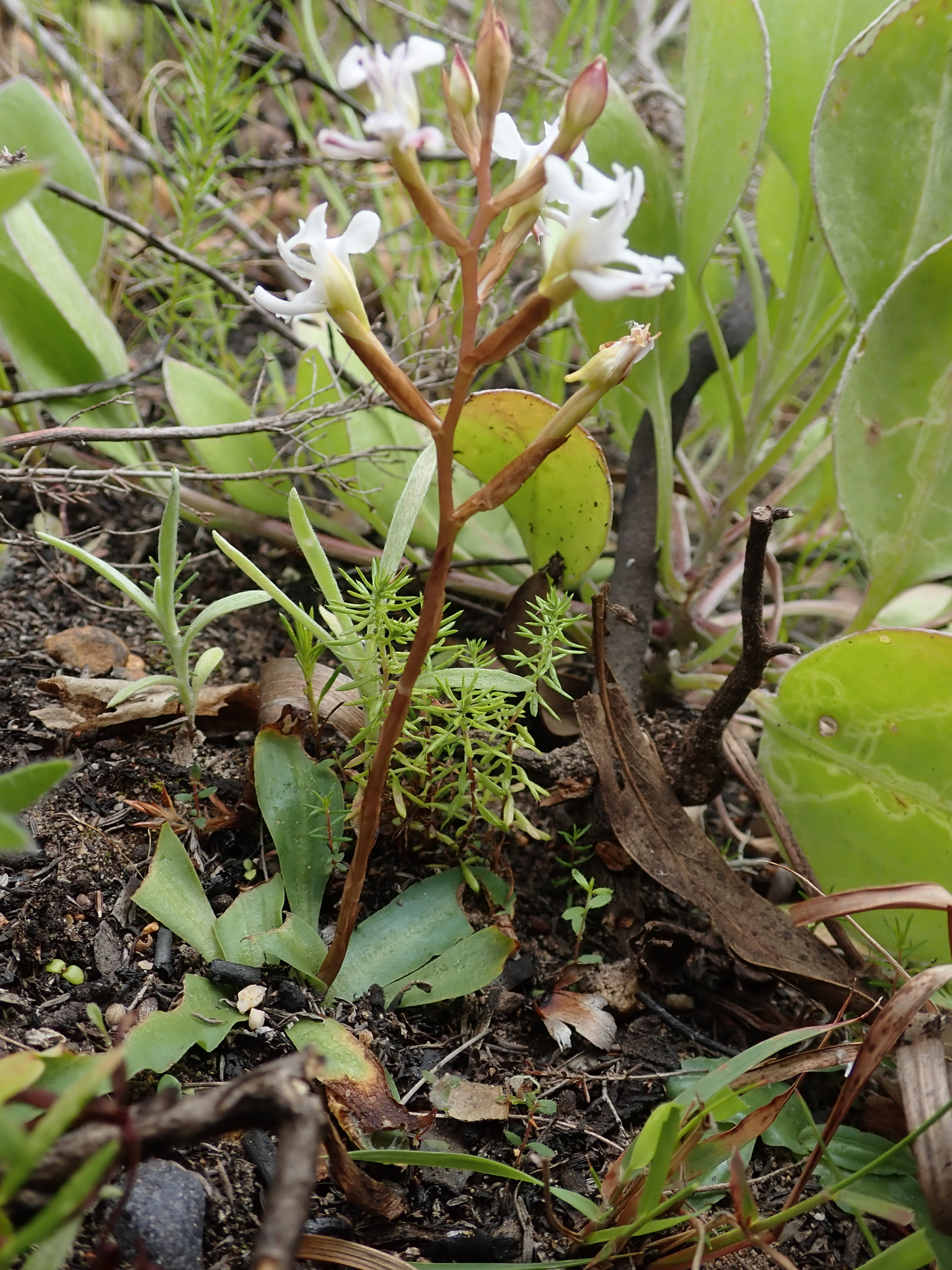
Plante entière

## Systématique
Le nom correct complet (avec auteur) de ce taxon est Disa sagittalis (L.f.) Sw..
L'espèce a été initialement classée dans le genre Orchis sous le basionyme Orchis sagittalis L.f..
Disa sagittalis a pour synonymes :
- Disa attenuata Lindl.
- Orchis sagittalis L.f.
- Satyrium sagittale (L.f.) Thunb.